# Рудник Кістас
Рудник Кістас – гірничодобувне підприємство на півдні Казахстану (Сарисуський район Жамбилської області та Сузакський район Туркестанської області), яке здійснює видобуток фосфоритів на одному з родовищ Каратауського фосфоритоносного басейну.
Видобуток на Кістасі стартував у 1978 році. Рудник призначений для видобутку з ділянки Кістас – найпівнічнішої ділянки родовища Кок-Жон, яке витягнулось з півночі на південь на понад чотири десятки кілометрів. Станом на початок 2010-х видобуток вели за допомогою двох кар’єрів – «Кістас блок 1» та «Кістатс блок 2», проектна глибина яких становить 95 та 90 метрів відповідно. Кар’єри мають витягнуту форму з довжиною 3 км та 1,6 км при ширині у три – чотири сотні метрів. Всього за проектом ділянку Кістас мають відпрацювати чотирма кар’єрами.
Станом на початок 2023 року балансові запаси ділянки Кістас оцінювались у 133 млн тон руди, при цьому планувалось збільшити річну потужність кар’єру з 2,2 до 5 млн тон. 
Наразі рудник належить Гірничо-переробному комплексу Жанатас концерну «Казфосфат». Можливо також відзначити, що розробкою південних ділянок Кок-Жон зайнялась російська компанія «ЄвроХім».